# Проспект Юных Пионеров (Самара)
Проспе́кт Ю́ных Пионе́ров — улица в Кировском и Промышленном районах города Самары.
Берёт начало от улицы XXII Партсъезда, пересекает улицы Средне-Садовую, Александра Матросова, Воронежскую, Красносельскую, Путиловскую, Моршанскую, Краснодонскую, проспект Кирова, Каховскую, Севастопольскую, Юбилейную, Металлистов, Советскую, и заканчивается Ташкентским переулком, упираясь в парк имени 50-летия Октября. Между улицами Ново-Вокзальной и Калинина проспект прерывается массивом парка «Молодёжный». Между двумя парками находится пешеходная зона — Аллея трудовой славы.

## Этимология годонима
Первоначально улица носила название Пятая улица Безымянки, с 1949 года — Красноярская улица. В 1972 году переименована в проспект Юных Пионеров в ознаменование 50-летия со дня основания Пионерской организации.

## Здания и организации
- № 36  — Храм Воздвижения Креста Господня[1]
- № 141 — Стоматологическая поликлиника № 6
- № 146 — Книжный центр «Метида»
- № 154 — Средняя общеобразовательная школа № 168
- № 161 — Батальон полиции № 2

## Транспорт
Проспект пересекает множество улиц, но сам не имеет транспортной нагрузки. Единственная трамвайная остановка, расположенная на проспекте, находится на пересечении с улицей Советской. Все остальные остановки находятся на Ставропольской и Вольской улицах и на проспекте Металлургов, проходящих параллельно проспекту Юных Пионеров.

## Достопримечательности
- Аллея трудовой славы
- Молодёжный парк
- Парк имени 50-летия Октября (парк Металлургов)